# Барух, Иосеф Марку
Иосеф Марку Барух (20 мая 1872, Стамбул — 24 августа 1899, Флоренция) — сионистский деятель, поэт, журналист, анархист. Жил в Алжире, Египте и Италии. Считается одним из основателей сионистского движения в Болгарии. Был членом движения «Ховевей Цион», и политическим противником Зеэва Герцля.

## Биография
Йосеф Марку родился в Стамбуле в семье эмигрантов из Российской Империи. Отец, Маркус, умер рано, и после его смерти мать вернулась в родную Лиепаю, оставив Марку в Стамбуле.
В 1880 году Марку учился на семинаре в Париже, и в том же году переехал в Берн, где изучал философию и литературу в Бернском университете, который окончил в 1893 году. В Берне вызвал на дуэль студента за антисемитское высказывание, и был ранен.
Марку был полиглотом, и был известен как анархист.
В 1883 году переехал в Монпелье, где изучал сельское хозяйство. Из-за частых конфликтов с христианскими миссионерами, которые действовали в еврейской общине, под давлением полиции был вынужден покинуть город.
в 1884 году работал учителем «альянса» в Алжире. Издавал журнал «Le Juge», и много выступал в синагогах Алжира и Константина против французских властей. По просьбе еврейской общины был депортирован из Алжира и поехал в Лион. 24 июня был арестован (вместе с больший группой иммигрантов) в Лионе по подозрению в убийстве французского президента Карно, но вскоре освобожден за отсутствием вины.
Еврейская община изгнала Марку, и он покинул Францию, поселившись в Берлине, где подружился с Теодором Злоцисти.

## Сионистская деятельность
В Берлине Барух примкнул к студенческому кружку и изложил там свои взгляды. Он предполагал, что Османская империя скоро рухнет, и сверхдержавы разделят её обширные территории. Барух призывал создать еврейскую армию, которая силой заберет Эрец Исраэль из рук османцев. Кроме Шмарии Левина и Злоцисти мало кто поддержал его идеи.
В 1885 году был депортирован из Германии, как «опасная и нежелательная персона».
Барух переехал в Вену, где продолжил свою политическую деятельность и вступил в конфликт с организацией Кадима.
2 марта 1895 года был арестован австрийской полицией и депортирован из Вены. Он был сослан в Пресбург (Братиславу), где отсидел в тюрьме четыре дня, и был переведен в Будапешт. Из Будапешта был выслан — в сопровождении полиции посажен в поезд в Стамбул. Он сбежал из поезда в городе Земун (Сербия), и оттуда добрался до Белграда.
В гостинице Белграда его ограбили, и он отправился в пеший поход в Ниш.

### В Болгарии
Из города Ниш в апреле 1885 года Барух пешком пришел в Софию, где встретился с главным раввином Болгарии Морицем Грюнвальдом. Он изложил раввину свои взгляды и попросил поддержки в издании сионистской газеты на французском языке. Главный раввин разослал послания всем еврейским общинам Болгарии в просьбой о помощи в распространении газеты.
Барух присоединился к организации «ха-Шахар», однако после того, как стали известны его похождения в Вене, произошел разрыв с общиной, и он переехал в Пловдив. В Пловдиве он организовал сионистскую организацию «Кармель», филиалы которой позднее открылись в Плевне, Сливене и Пазарджике. На Баруха оказало влияние движение Болгарского национального возрождения, и он дружил с Иваном Вазовом, одним из его лидеров.

#### «Кармель»
12 сентября 1885 года вышел сионистский журнал на французском языке «Кармель». 500 копий журнала распространились среди интеллектуальной элиты болгарской общины. Наряду с сионистскими идеями и осуждением антисемитизма в Болгарии, Барух в своих статьях критиковал еврейскую буржуазию, которая не помогает сионистской борьбе. Это вызвало жесткий диспут в еврейской общине.
Глава еврейской общины в Пловдиве, Нисим Сиди, пожаловался на его действия болгарским властям. Баруха несколько раз арестовывали, и поток денег на издание журнала прекратился. Друг Баруха, Иван Вазов, обратился к принцу Фердинанду I, который перевел 1000 лев на издание газеты. В газете печатались также стихи Баруха Марку.
Когда Барух поехал в Софию к своему другу Цви Балковскому, он был арестован, избит и обвинен в ведении бизнеса без лицензии, но был оправдан.
В январе 1886 года был издан последний номер «Кармель».
В июне 1886 года Барух уехал из Болгарии в Египет. Впоследствии ядро организации Кармель основали организацию Цийон, и организовали первый съезд сионистов Болгарии.

## Разногласия с Герцлем
Вопреки мнению Герцля, Барух утверждал, что в деле возрождения еврейского народа в Эрец Исраэль не надо полагаться на сверхдержавы; молодые евреи должны массово приезжать в Землю Израиля. Следует основать еврейскую армию, которая в вооруженной борьбе освободит территорию и создаст еврейское государство с сельскохозяйственными поселениями в Эрец Исраэль.
Подобную мысль высказывал ранее Йехуда Бибас; тем не менее, она воспринималась как нереальная и даже опасная при обстоятельствах того периода. Герцль и большинство членов сионистского движения предпочитали вести переговоры с турецким султаном Абдул-Хамидом II. Барух написал об этом Герцелю, в котором видел противника; Герцль категорически отверг видение и стиль Баруха, назвав его анархистом.
В августе 1896 года Барух приехал в Египет, где в Каире, Александрии и Порт-Саиде основал движение Бар-Кохба, которые впоследствии объединились в организацию «Ха-игуд ха-цийони».
Затем Барух поехал в Грецию, где воевал добровольцем в Первой греко-турецкой войне на острове Крит против Турции. В 1898 году поехал в Италию, где основал несколько сионистских организаций, и затем отправился в Швейцарию.
В Базеле участвовал в Первом Сионистском конгрессе в качестве наблюдателя.
На второй сионистский конгресс Барух поехал как представитель итальянской делегации; газеты называли его «средневековым лжепророком». В конце 1898 года в течение короткого периода был министром пропаганды сионистского движения в Брюсселе, ведя активную дискуссию по переписке с Герцлем.
Во время третьего сионистского конгресса большинство делегатов выразили крайнее несогласие с его идеями и не дали ему выступить. Несмотря на это, Барух поднялся на сцену и обвинил богатых евреев в том, что они тратят деньги на излишества, а не выкуп земель в Эрец-Исраэль. Герцль приказал убрать его со сцены и стереть его слова из протокола.

### Смерть
Из Берна Барух поехал к своей возлюбленной во Флоренцию. При встречи они поссорились, и девушка заявила о прекращении связи с ним. 24 августа Барух вышел из её дома и застрелился. В некрологе в журналe Die Welt было написано, что скончался один из самых талантливых борцов сионистского движения.
Герцль в своем дневнике написал:
Анархист Йосеф Марку Барух застрелился в Флоренции. Этот сумасшедший слал мне письма с угрозами со второго и третьего конгресса. Я действительно опасался, что на сей раз в Базеле он попытается меня убить. Его самоубийство доказывает, что я не зря видел смерть в его глазах.

## Наследие
Доктор Яаков Вайншаль в своей книге «Барух Йосеф Марку — пророк войны за независимость» пишет, что Зеэв Жаботинский писал, что «благодаря Марку мне открылась тайна еврейской революции». Идеи Баруха, утверждавшего, что путь к истинному миру лежит через военный потенциал и постоянную готовность к войне, оказали большое влияние на Жаботинского.
Среди евреев Болгарии Марку считается основателем сионистского движения в стране. Евреи Болгарии, приехавшие в Израиль после его основания в 1948 году, основали район Тель-Авива Тель-Барух, названный в честь него.
В честь него названа улица в Иерусалиме.